# Huantapita
Huantapita ist eine Ortschaft im Departamento Potosí im südamerikanischen Anden-Staat Bolivien.

## Lage im Nahraum
Huantapita ist eine Ortschaft des Kanton Potobamba im Municipio Betanzos in der Provinz Cornelio Saavedra. Der Ort liegt auf einer Höhe von 3228 m am Zusammenfluss des Río Huantapita und des Río Khullku Mayu, die flussabwärts den Namen Río Torre Mayu tragen, der zum Río Pilcomayo hin fließt.

## Geographie
Huantapita liegt zwischen dem bolivianischen Altiplano im Westen und der Cordillera Central im Osten. Das Klima der Region ist ein typisches Tageszeitenklima, bei dem die Temperaturschwankungen im Tagesverlauf stärker ausfallen als im Jahresverlauf.
Die Jahresdurchschnittstemperatur in den Tallagen der Region beträgt etwa 17 °C (siehe Klimadiagramm Betanzos), die Monatswerte schwanken nur unwesentlich zwischen 14 °C im Juni/Juli und 19 °C von November bis Januar. Die jährliche Niederschlagsmenge liegt bei knapp 500 mm, die Monate Mai bis September sind arid mit Monatswerten unter 15 mm, nur im Januar wird ein Niederschlag von 100 mm erreicht.

## Verkehrsnetz
Huantapita liegt in einer Entfernung von sechzig Straßenkilometern östlich von Potosí, der Hauptstadt des Departamentos.
Durch Potosí führt die überregionale Nationalstraße Ruta 5, die von der chilenischen Grenze in östlicher Richtung über Uyuni und Pulacayo nach Potosí führt und weiter über Betanzos und Sucre nach La Palizada im Tiefland, wo sie auf die nordsüdlich verlaufende Ruta 7 trifft.
Zweieinhalb Kilometer östlich der Ortsausfahrt von Betanzos zweigt eine unbefestigte Nebenstraße in südöstlicher Richtung von der Ruta 5 ab in Richtung auf die Ortschaft Quivincha. Nach weiteren zwei Kilometern führt von dieser Straße eine Nebenstraße nach Nordosten ab, welche die Laguna Lagunillas nach acht Kilometern erreicht. Von dort aus sind es noch einmal sechzehn Kilometer in nördlicher Richtung, auf denen zwischenzeitlich die Straße bis auf 3750 Meter ansteigt, bis schließlich Huantapita erreicht wird.

## Bevölkerung
Die Einwohnerzahl der Ortschaft ist im vergangenen Jahrzehnt geringfügig zurückgegangen:
| Jahr | Einwohner         | Quelle       |
| ---- | ----------------- | ------------ |
| 1992 | keine Detaildaten | Volkszählung |
| 2001 | 351               | Volkszählung |
| 2012 | 344               | Volkszählung |
| 2024 |                   | Volkszählung |